# ФК Илићка 01
Фудбалски клуб Илићка 01 је фудбалски клуб из Брчког који се такмичи у оквиру Друге лиге Републике Српске — група Исток.

## Историја
Илићка 01 је основана 2006. године. Клуб је од оснивања брзо напредовао тако што је у Регионалној лиги Републике Српске група Исток у сезони 2009/10. освојио прво мјесто и пласирао се у Другу лигу Републике Српске.

## Досадашњи успјеси
- Друга лига Републике Српске у фудбалу — Исток 2010/11. (4. мјесто)
- Регионална лига Републике Српске у фудбалу — Исток 2009/10. (4. мјесто)